# Miss Italia 2002
Miss Italia 2002 si è svolta a Salsomaggiore Terme in quattro serate: dal 5 al 9 settembre 2002 (con una pausa il 7 settembre), ed è stata condotta da Fabrizio Frizzi. Presidenti della giuria artistica sono Raimondo Vianello e Sandra Mondaini. Vincitrice del concorso è stata la ventenne Eleonora Pedron di Camposampiero (PD). Seconda classificata Carla Duraturo di Marina di Camerota (SA), vincitrice del titolo Miss Eleganza e infine terza Silvia Iotti di Carpi (MO).

## Giuria tecnica
- Michele Cucuzza (Presidente), giornalista
- Carla Fracci, ballerina
- Anna Kanakis, attrice
- Francesca Rettondini, attrice
- Giancarlo Nicotra, regista
- Justine Mattera, show girl
- Marco Basile, attore
- Tiziana Luxardo, fotografa
- Romualdo Priore, make up artist
- Roberto Bigherati. casting

## Piazzamenti
| Risultato finale     | Concorrente             |
| -------------------- | ----------------------- |
| Miss Italia 2002     | - – Eleonora Pedron     |
| Seconda classificata | - – Carla Duraturo      |
| Terza classificata   | - – Silvia Iotti        |
| Quarta classificata  | - - Elena Capurso       |
| Quinta classificata  | - - Claudia Montichiara |
| Sesta classificata   | - - Manuela Esposito    |

## Altri riconoscimenti
- Miss Cinema: Manuela Esposito
- Miss Eleganza: Carla Duraturo
- Miss Cotonella: Elisa Bagordo
- Miss Sasch Modella Domani: Alessandra Dal Zio
- Miss Deborah: Erica Fornara
- Miss Bio-Etyc Sorriso: Valentina Tisci
- Miss Moda Mare Triumph: Alessandra Toso
- Miss Wella: Maria Manzillo
- Miss Miluna: Federica Lettera
- Miss Rocchetta Bellezza: Lara Ciullo
- Meri Ragazza in Gambissime: Vera Baldazzi
- Miss Televolto: Michela De Rossi
- Miss Chi: Manuela Esposito
- Miss Cipria: Sara Pignarberi
- Miss Tv Sorrisi e Canzoni: Patrizia Lovato
- Miss Berloni: Alessia Gherardi
- Miss Vaneo: Federica Da Ros

## Le concorrenti
001) Ilenia Bellezza (Miss Valle d'Aosta)

002) Elisa Peretti (Miss Piemonte)

003) Alessandra Riva (Miss Lombardia)

004) Monica Gabrielli (Miss Trentino-Alto Adige)

005) Federica Da Ros (Miss Friuli Venezia Giulia)

006) Alessandra Toso (Miss Veneto)

007) Maria Chiara Oberti (Miss Liguria)

008) Vera Baldazzi (Miss Emilia)

009) Elena Zulato (Miss Romagna)

010) Sabrina Vignoli (Miss Toscana)

011) Alessandra Moracci (Miss Umbria)

012) Barbara Poli (Miss Marche)

013) Federica Di Bartolo (Miss Lazio)

014) Federica Belfiglio (Miss Abruzzo)

015) Michela Canzanella (Miss Campania)

016) Silvia De Nunzio (Miss Molise)

017) Elena Capurso (Miss Puglia)

018) Eugenia Sulla (Miss Calabria)

019) Rosanna Di Gilio (Miss Basilicata)

020) Alessandra Reale (Miss Sicilia)

021) Claudia Guerriero (Miss Sardegna)

022) Carla Duraturo (Miss Milano)

023) Michela De Rossi (Miss Roma)

024) Manuela Esposito (Miss Cinema Lazio)

025) Amina Bodro (Miss Eleganza Valle d'Aosta)

026) Martina Mauriello (Miss Eleganza Marche)

027) Sonia Dalla Pietà (Miss Bio-Etyc Sorriso Piemonte)

028) Elena Olivieri (Miss Bio-Etyc Sorriso Lombardia)

029) Silvia Paganelli (Miss Bio-Etyc Sorriso Emilia)

030) Lisa Cardelli (Miss Bio-Etyc Sorriso Toscana)

031) Chiara Pierfelici (Miss Bio-Etyc Sorriso Umbria)

032) Barbara Micucci (Miss Bio-Etyc Sorriso Marche)

033) Corinne Terenzi (Miss Bio-Etyc Sorriso Lazio)

034) Laura Bartolazzi (Miss Bio-Etyc Sorriso Roma)

035) Maria Rea (Miss Bio-Etyc Sorriso Campania)

036) Doriana Arvizzigno (Miss Bio-Etyc Sorriso Puglia)

037) Maura Fiore (Miss Sasch Modella Domani Piemonte)

038) Elisa Favari (Miss Sasch Modella Domani Lombardia)

039) Eleonora Pedron (Miss Sasch Modella Domani Veneto) (seconda partecipazione)

040) Lorenza Morisi (Miss Sasch Modella Domani Emilia)

041) Diletta Venturoli (Miss Sasch Modella Domani Romagna)

042) Desirè Barbagli (Miss Sasch Modella Domani Toscana)

043) Gessica Polci (Miss Sasch Modella Domani Marche)

044) Manuela Albanesi (Miss Sasch Modella Domani Lazio)

045) Morena Sarzi Sartori (Miss Sasch Modella Domani Campania)

046) Ilaria Tomaselli (Miss Sasch Modella Domani Calabria)

047) Lina Milano (Miss Sasch Modella Domani Sicilia)

048) Adriana Regina Dos Santos (Miss Sasch Modella Domani Sardegna)

049) Cristina Caprini (Miss Rocchetta Bellezza Piemonte)

050) Laura Faita (Miss Rocchetta Bellezza Lombardia)

051) Lara Ciullo (Miss Rocchetta Bellezza Trentino-Alto Adige)

052) Alexia Otti (Miss Rocchetta Bellezza Friuli Venezia Giulia)

053) Patrizia Lovato (Miss Rocchetta Bellezza Veneto)

054) Ambra Chiapparini (Miss Rocchetta Bellezza Emilia)

055) Eleonora Bardazzi (Miss Rocchetta Bellezza Toscana)

056) Silvia Catasta (Miss Rocchetta Bellezza Marche)

057) Sara Pignarberi (Miss Rocchetta Bellezza Lazio)

058) Anna De Nardo (Miss Rocchetta Bellezza Campania)

059) Rossella Bella (Miss Rocchetta Bellezza Sicilia)

060) Erika Mallus (Miss Rocchetta Bellezza Sardegna)

061) Silvia Ferrara (Miss Deborah Valle d'Aosta)

062) Maria Manzillo (Miss Deborah Lombardia)

063) Michela Cerchi (Miss Deborah Trentino-Alto Adige)

064) Elisa Bagordo (Miss Deborah Veneto)

065) Silvia Iotti (Miss Deborah Emilia)

066) Valentina Gradi (Miss Deborah Toscana)

067) Valeria Marcelli (Miss Deborah Lazio)

068) Federica Lettera (Miss Deborah Campania)

069) Federica Bianco (Miss Deborah Puglia)

070) Giuseppina Marini (Miss Deborah Sicilia)

071) Natascia Guglielmino (Miss Wella Lombardia)

072) Angela Artosin (Miss Wella Trentino-Alto Adige)

073) Franciane Spanhol Rosseto (Miss Wella Friuli Venezia Giulia)

074) Hellen Scopel (Miss Wella Veneto)

075) Francesca Abbati (Miss Wella Emilia)

076) Martina Lenci (Miss Wella Toscana)

077) Sara Longarini (Miss Wella Marche)

078) Martina Peri (Miss Wella Lazio)

079) Fanny Montefusco (Miss Wella Campania)

080) Esmeralda Lampis (Miss Wella Puglia)

081) Erica Fornara (Miss Triumph Moda Mare Piemonte)

082) Chiara Pea (Miss Triumph Moda Mare Lombardia)

083) Elke Wegher (Miss Triumph Moda Mare Trentino-Alto Adige)

084) Alessandra Dal Zio (Miss Triumph Moda Mare Veneto)

085) Daria Agosto (Miss Triumph Moda Mare Liguria)

086) Rossella Brighi (Miss Triumph Moda Mare Romagna)

087) Alessia Gherardi (Miss Triumph Moda Mare Toscana)

088) Rubina Camaioni (Miss Triumph Moda Mare Marche)

089) Valentina Tisci (Miss Triumph Moda Mare Lazio)

090) Marilena Itta (Miss Triumph Moda Mare Puglia)

091) Monica Castellini (Meri Ragazza in Gambissime Lombardia)

092) Alessandra Pravisani (Meri Ragazza in Gambissime Friuli Venezia Giulia)

093) Mendi Boscolo (Meri Ragazza in Gambissime Veneto)

094) Fabiana Riminucci (Meri Ragazza in Gambissime Romagna)

095) Anna Puri (Meri Ragazza in Gambissime Umbria)

096) Manuela Gioacchini (Meri Ragazza in Gambissime Marche)

097) Daniela Romeo (Meri Ragazza in Gambissime Lazio)

098) Antonella Orlando (Meri Ragazza in Gambissime Campania)

099) Annalisa Pastore (Meri Ragazza in Gambissime Puglia)

100) Claudia Montichiara (Meri Ragazza in Gambissime Sardegna)